# Lucije Licinije Lukul Pontski
 Ovo je glavno značenje pojma Lucije Licinije Lukul Pontski. Za druga značenja pogledajte Lucije Licinije Lukul stariji.
Lucije Licinije Lukul Pontski (mlađi) (latinski: Lucius Licinius Lucullus) (114. pr. Kr. – 56. pr. Kr., bio je rimski general i bogataš. Bio je optimatski političar kasne Rimske Republike, bliski suradnik Sule Feliksa. Bio je poznat i po raskošnim gozbama koje je priređivao. 
Nakon više od dvadeset godina neprekidne službe u vojsci i u vladi, postao je glavnim osvajačem istočnih kraljevstava za vrijeme Trećeg mitridatskog rata. Ondje se više puta iskazao kao izniman vojskovođa, a najveću su mu slavu donijele opsada Cizika 73. – 72. pr. Kr. i bitka kod Tigranocerte u Armeniji 69. pr. Kr. Njegov način ratovanja dobio je neobično povoljne komentare antičkih vojnih stručnjaka, a njegovi su se vojni pohodi proučavali kao primjeri vojnog umijeća. Njegov takmac Pompej ga je pola u šali nazvao "Kserkso u togi."
Kad je Fraat III. Partski došao na prijestolje 70. pr. Kr., Lukul se pripremao napasti Tigrana Velikog, kralja Armenije, koji je dominirao zapadom Azije, borio se u Mezopotamiji i s nekoliko partskih vazalnih država. U borbama je Mitridatov položaj bivao sve gorim i gorim. Situacije se pogoršala kad je Lukul, koji je onda bio kvestor, okupio flotu i očistio otoke Egejskog mora. Na to su se stanovnici egejskih i maloazijskih gradova okrenuli od Mitridata VI. i prešli na rimsku stranu.
Pontski je vladar bio prisiljen pregovarati te je sklopljen mir nakon što su se sastali sa Sulom u Dardanu 85. pr. Kr. Rimljani su tim mirovnim ugovorom dobili odštetu u visini od 3000 talenata te dio Mitridatove flote, dok je sam Mitridat VI. morao napustiti krajeve koje je bio osvojio. Tako su se Sula i njegov suradnik Lukul mogli baviti pitanjem kako se obračunati s protivnicima u Italiji. 
Nakon što je Lukul pobijedio Mitridata, sa svojim su se postrojbama 83. pr. Kr. Sula i Lukul iskrcali u Brundisium (današnji Brindisi), prepriječivši put Spartaku.
Iako je u njegovo vrijeme službeno vlast bio Senat, u zbilji su rimskom državom u njegovo vrijeme vladali Lucije Licinije Lukul, Gnej Pompej Magnus i Marko Licinije Kras.
Lukul se vratio s istoka u Rim s toliko plijena da ga nisu uspjeli ni popisati. Zatim je uložio goleme svote u privatnu gradnju, uzgoj životinja, pa čak i vodovodne projekte takvih razmjera da su zapanjili njegove suvremenike. Također je mnogo davao za znanost i umjetnost, a svoje je nasljedno imanje na visovima Tuskuluma preobrazio u knjižnicu i svratište za učenjake i filozofe. U Rimu je izgradio horti Lucullani, slavne Lukulove vrtove, te je općenito u trošenju rimskog bogatstva stavio naglasak na kulturu. Umro je zimi 57. – 56. pr. Kr., a pokopan je na obiteljskom imanju kod Tuskuluma.
Bio je tako slavan po svojim gozbama da pridjev lukulovski označava nešto luksuzno, rastrošno i gurmansko, pogotovo u izrazu lukulovska gozba.